# ディー・ハマグチ
ディー・ハマグチ（Dee Hamaguchi）ことディーダー・ユミ・ハマグチ（Diedre Yumi Hamaguchi、女性、1965年3月10日 - ）は、アメリカ合衆国の元プロボクサーである。ニューヨーク・ゴールデングローブに初めて女性として出場した。

## 経歴
カナダ・ケベック州モントリオールに日系人として生まれる。
ボクシングの他に柔道や空手にも取り組み、柔道では1990年エンパイアステートゲーム（ニューヨーク州の総合競技大会）で優勝。カナダ国籍のままアメリカの大会に出場、1997年にアメリカ合衆国市民権を取得し、1998年に45kg級で全米チャンピオンとなる。
ボクシングを始めたのは1993年。ニューヨーク・ゴールデングローブ主催者がジムを訪問した。
1995年、ニューヨーク・ゴールデングローブ出場。デイリーニューズは「LADIES NIGHT WITH A PUNCH」の見出しで全米で最長たる68年の歴史を持つ同大会のリングに女性があがった事を大きく報じた。決勝はジル・マシューズに敗れる。
2000年、プロ転向。10月11日、Gracie Rocaでデビューを引き分け。
2001年3月14日、Yolanda GonzalezにKO負け。
2002年2月16日、初となるラスベガスでヴァイア・ザガナスと対戦も判定負け。勝てない日々が続いた。
2003年6月7日、ネバダ州でステファニー・ダブスに勝利。しかし、これがプロ唯一の勝利に。
2006年6月18日、ステファニー・ダブスとWIBA世界ライトフライ級王座に挑戦するが、引き分け。
2006年9月21日、ホリー・ダナウェイにTKO負け。これを最後に引退。
現在はフリーライター。

## 戦績
- 12戦 1勝 8敗 3分